# Christian Engström (politiker)
Lars Christian Engström, född 9 februari 1960 i Högalids församling, Stockholms stad, är en svensk politiker och f.d. Europaparlamentariker för Piratpartiet 2009-2014. Han har arbetat som programmerare och är en aktiv motståndare till mjukvarupatent och DRM. Basinkomst och en mer human drogpolitik tillhör också profilfrågorna.

## Biografi
Christian Engström är uppväxt i Stockholm och är sonsons son till Albert Engström.
År 1983 avlade han filosofie kandidatexamen i matematik och datavetenskap vid Stockholms universitet. Under studietiden undervisade han i datalogi som assistent vid institutionen för numerisk analys och datalogi.
Från början av 1980-talet var Engström aktiv folkpartist. Han tjänstgjorde som nämndeman i Stockholms tingsrätt två mandatperioder (1992-1998) och var under ett år även medlem av styrelsen för Stockholms nämndemannaförening. Han lämnade Folkpartiet den 1 januari 2006.
Christian Engström har även arbetat inom ramen för FFII (Foundation for a Free Information Infrastructure) mot ett införande av mjukvarupatent i EU och var med och bildade den svenska underavdelningen FFII.se. I Europaparlamentsvalet 2009 var han första namn på Piratpartiets lista. Partiet vann två mandat i valet, och han blev därmed en av Sveriges 18 EU-parlamentariker för perioden 2009-2014. Han kandiderade även i Europaparlamentsvalet i Sverige 2014 på första plats på Piratpartiets lista, men med 2,2 procent tappade partiet sina mandat i parlamentet.

## Politikområden

### EU-politik
Som EU-parlamentariker arbetade Engström bland annat mot ACTA-avtalet, mot övervakning, för fri fildelning och för nätneutralitet. Han har också kritiserat förslagen på nya handelsavtal mellan EU och USA där frågor om patent och upphovsrätt är inbakade i avtalstexten.

### Basinkomst
Sedan hösten 2014, då Piratpartiet officiellt tog ställning för basinkomst, har Engström varit en aktiv förespråkare för ett sådant systemskifte. Han har lanserat ett eget förslag som han presenterat i föredrag och via sin blogg. Han föreslår att flera av dagens bidragssystem och socialförsäkringar skrotas i samband med införandet av basinkomst (negativ inkomstskatt). Dock menar han att sjukförsäkringen och föräldrapenningen bör bevaras.

### Drogpolitik
Engström är kritisk till förbudslinjen i drogpolitiken liksom till "kriget mot narkotikan”. I en intervju för cannabisnyheter.se säger han att den politiken orsakat "väldigt mycket död och lidande". I intervjun framkommer också att han tänker att motståndet mot medicinsk cannabis hänger ihop med läkemedelsföretagens inflytande och att eget bruk av cannabis bör legaliseras.

### Sexköpslagen
Engström var den enda svenska ledamoten i Europaparlamentet som röstade emot Mary Honeyballs rapport "Sexual Exploitation and Prostitution and its Impact on Gender Equality", vilken rekommenderade EU-länderna att anta den "svenska sexköpslagen". Den lagen innebär i korthet att försäljning av sexuella tjänster inte kriminaliseras, men däremot köp av sexuella tjänster.

## Bildgalleri

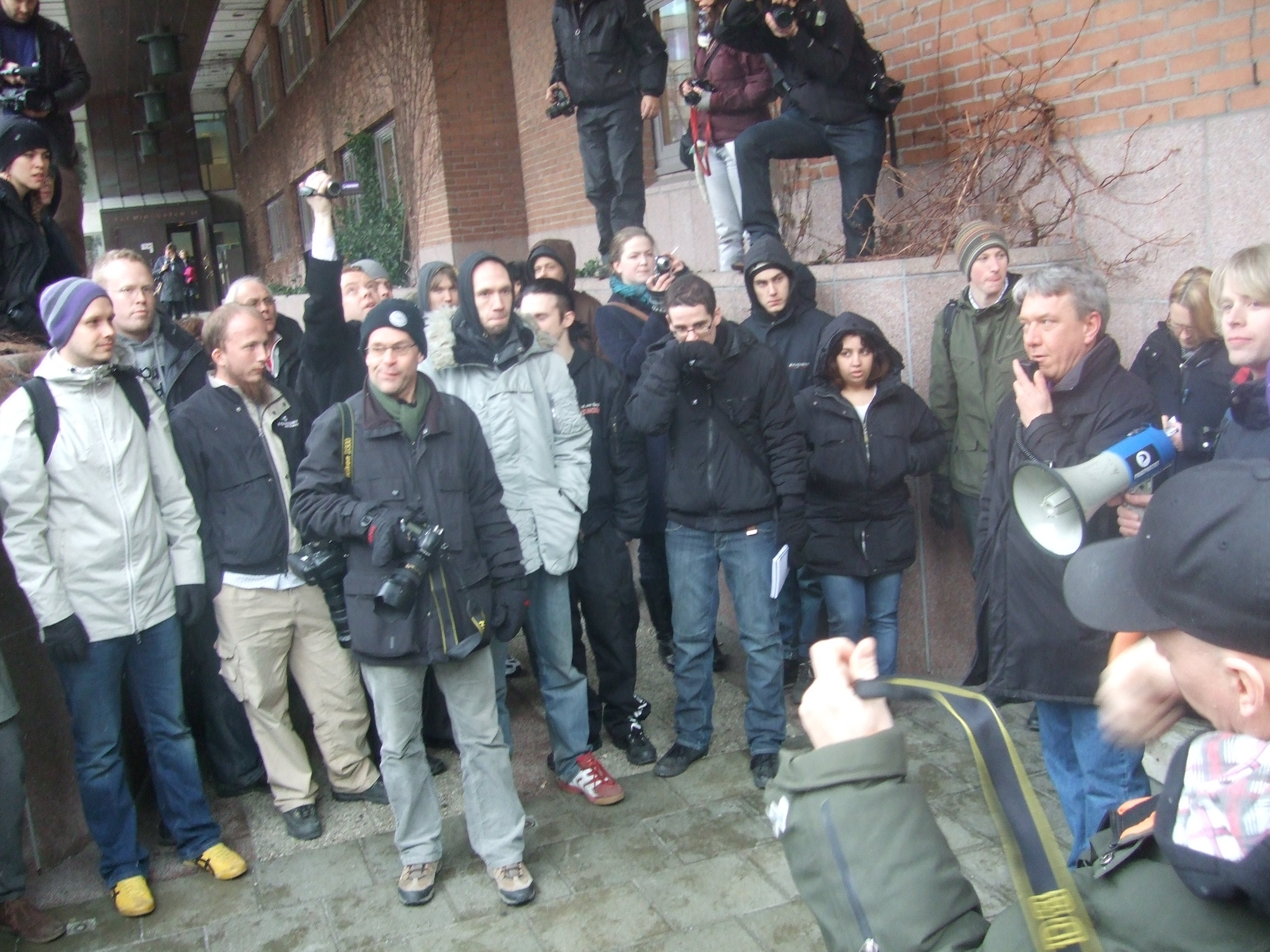
Engström talar första dagen av Pirate Bay-rättegången, 2009.
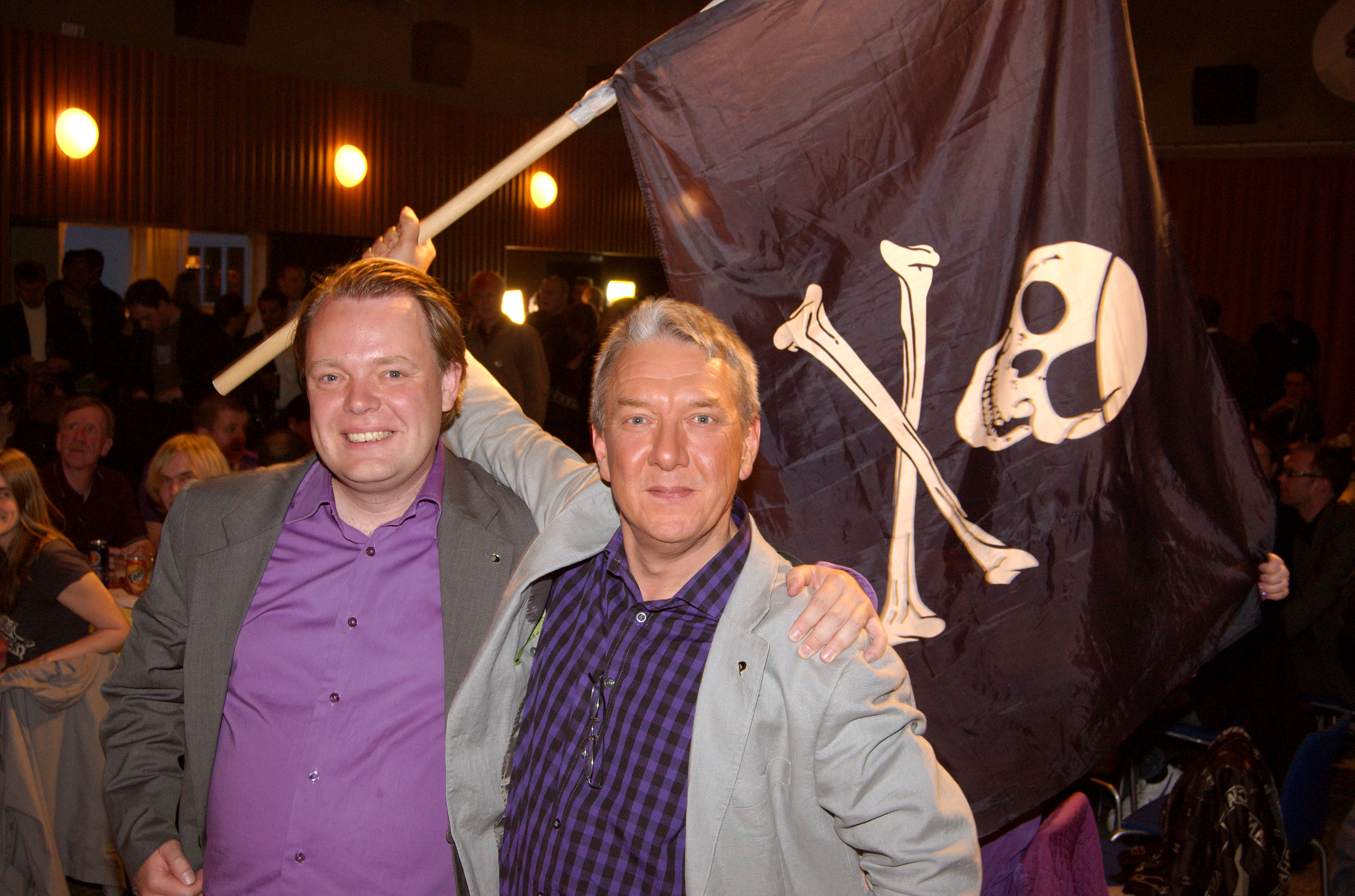
Engström tillsammans med Rick Falkvinge vid valvakan för Europaparlamentsvalet 2009.
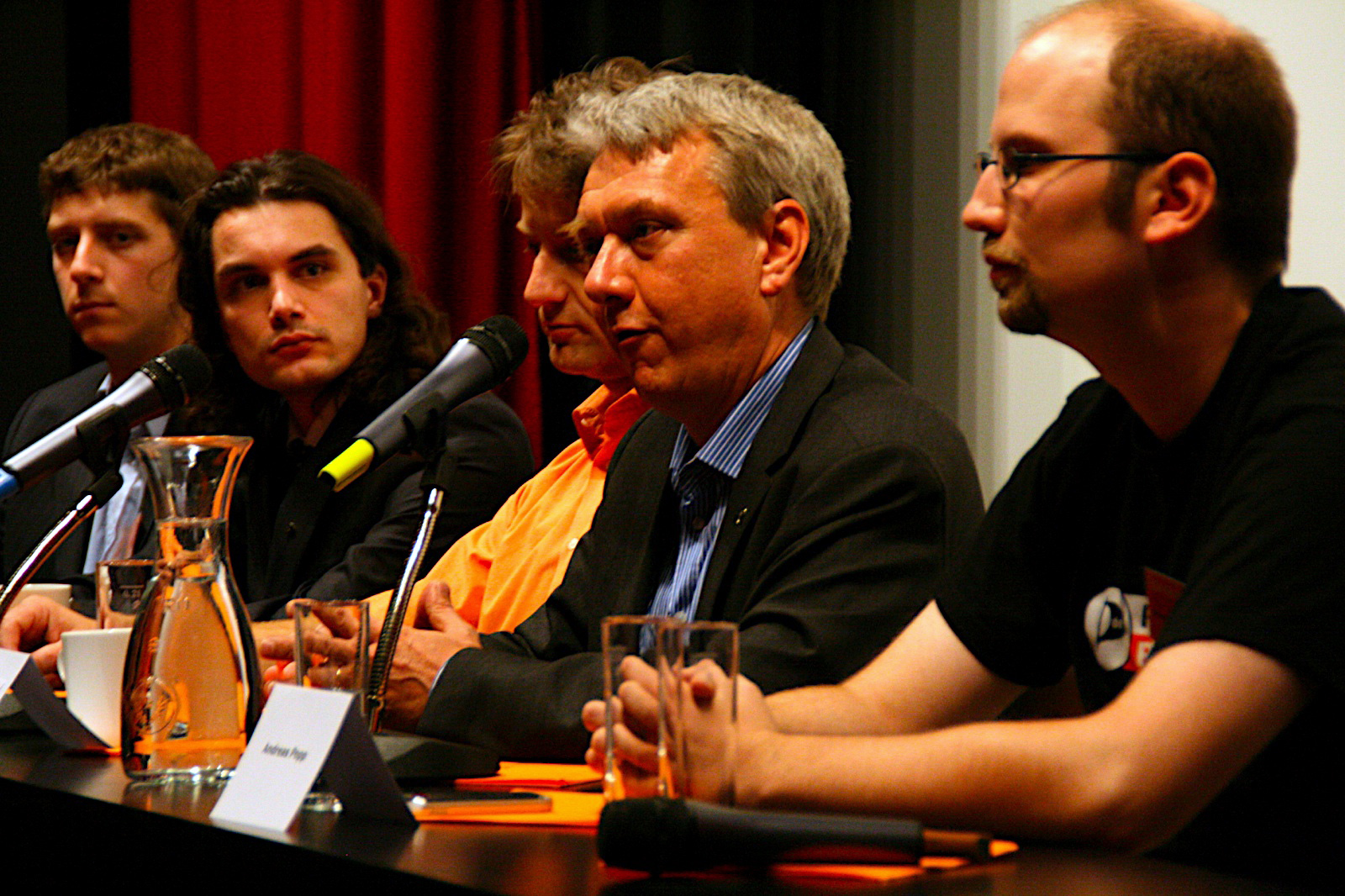
Engström vid presskonferensen för "Freiheit statt Angst 2009" i Berlin.
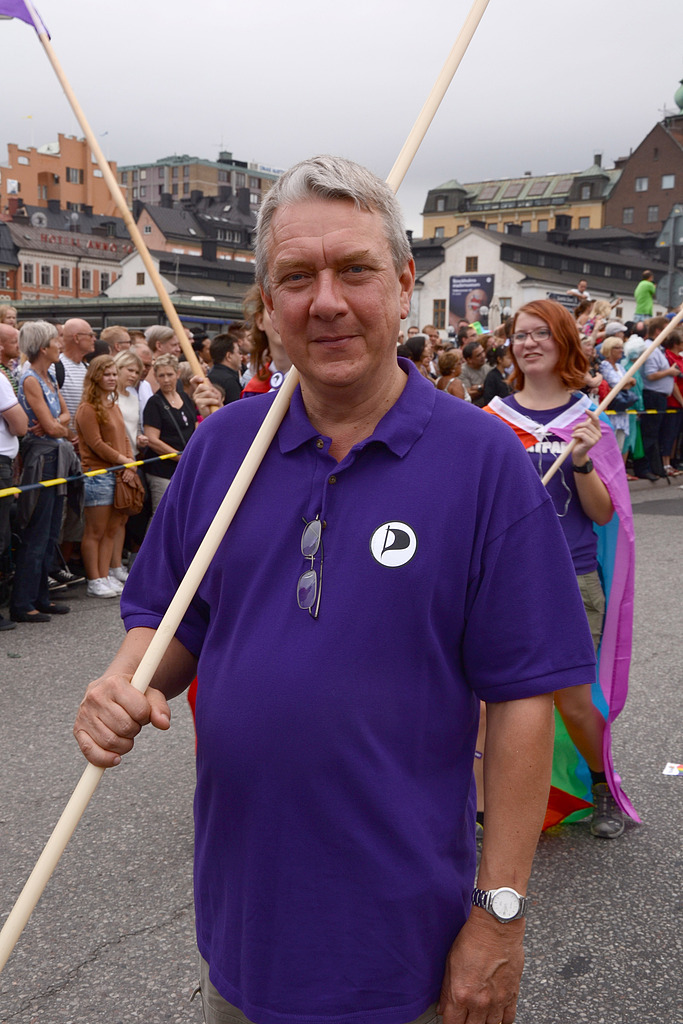
Engström på Stockholm Pride 2011.
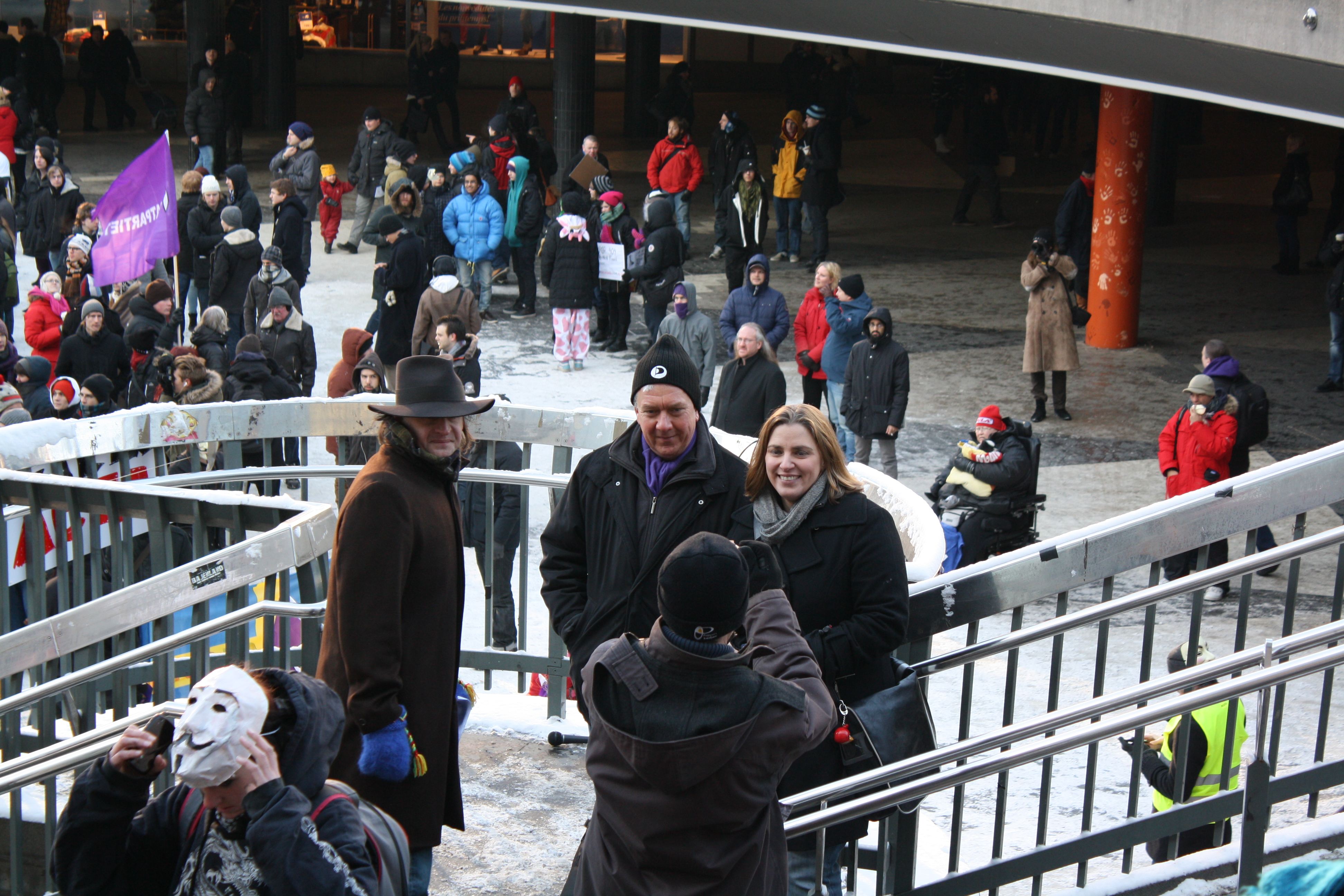
Engström tillsammans med Carl Schlyter och Anna Troberg vid demonstrationen mot ACTA 2012.
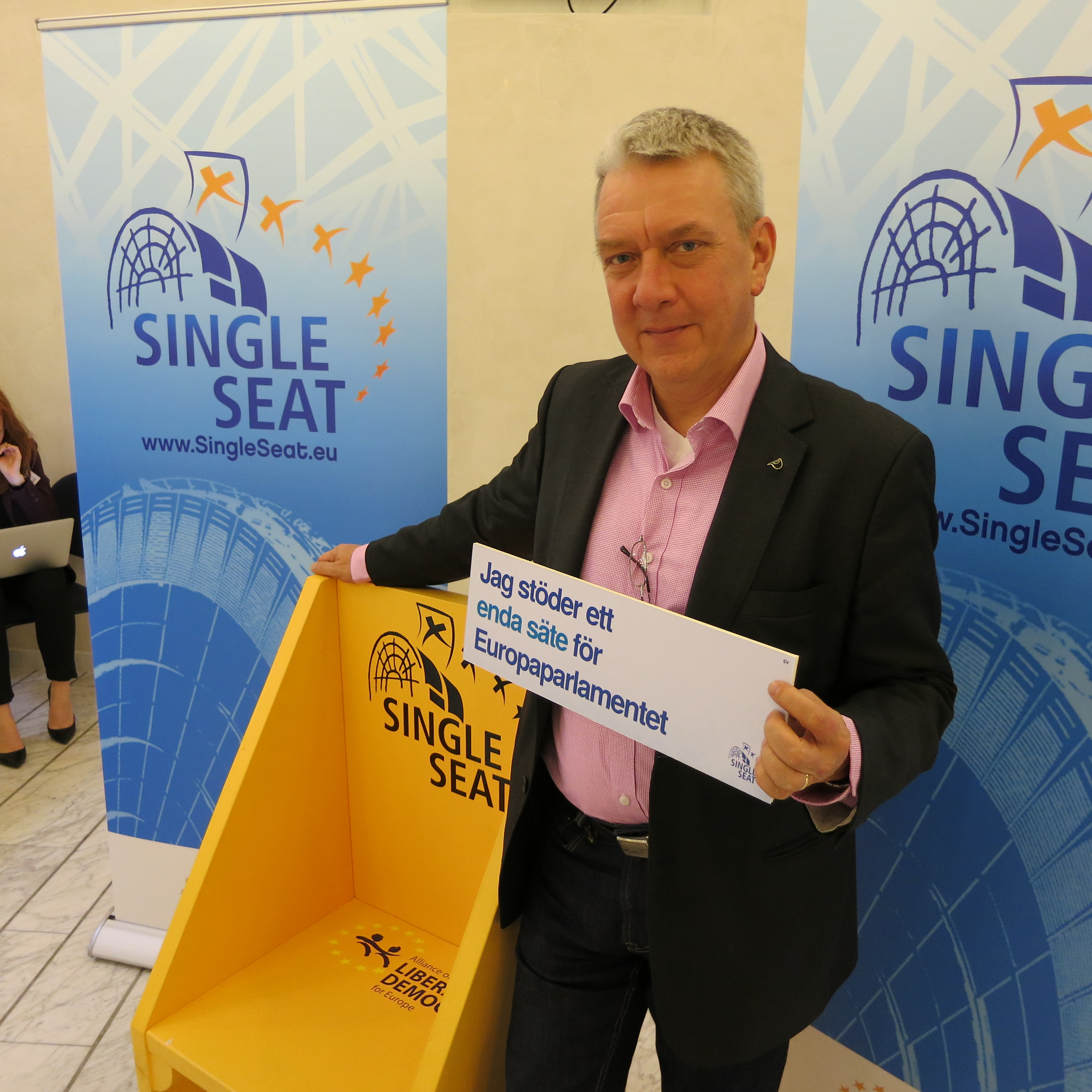
Engström vid en manifestation för Single Seat-kampanjen 2012.
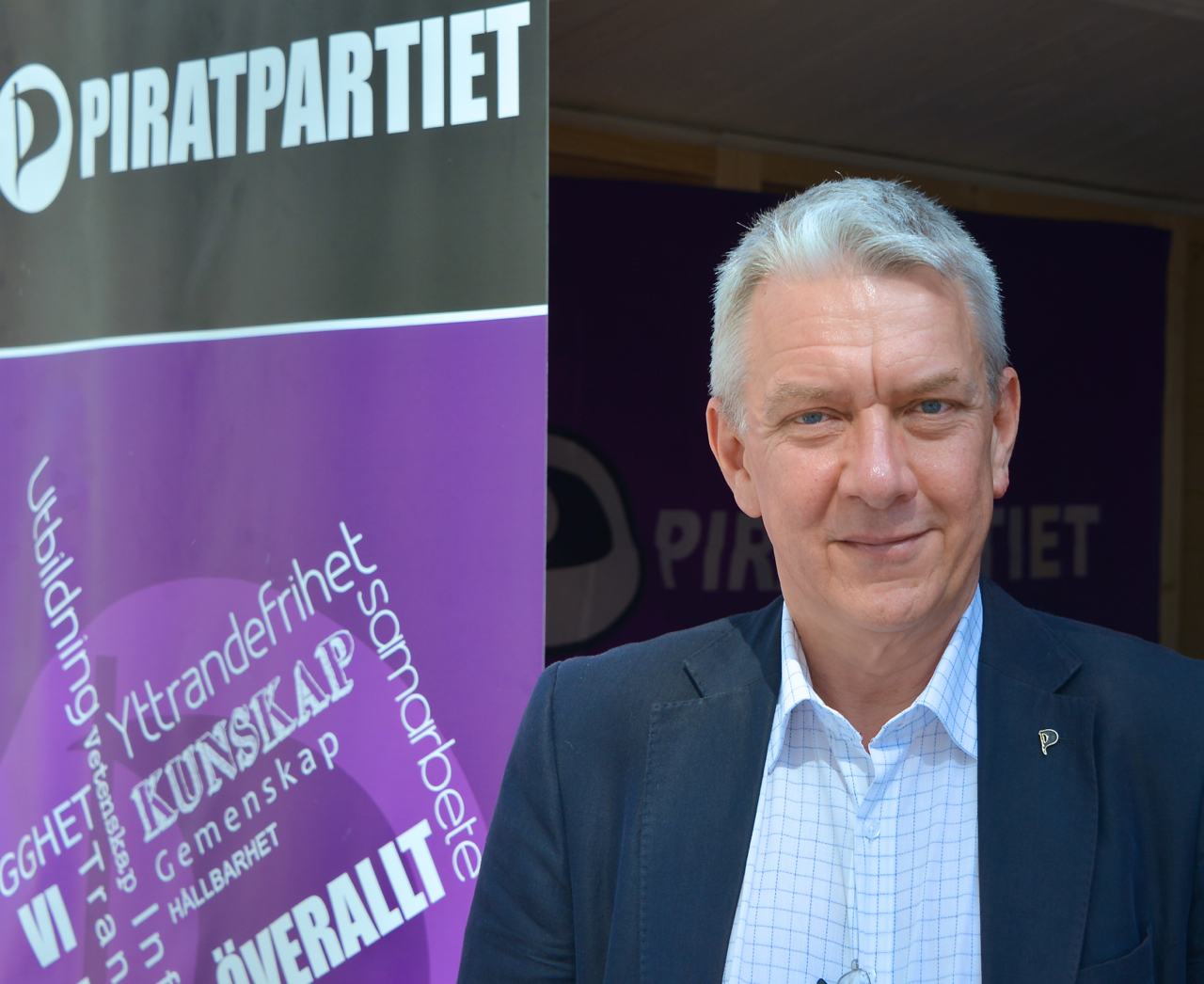
Engström valarbetar i Stockholm inför valet till Europaparlamentet 2014.